# Polyposthia similis
Polyposthia similis är en plattmaskart som beskrevs av Bergendal 1893. Polyposthia similis ingår i släktet Polyposthia och familjen Polyposthiidae. Arten är reproducerande i Sverige. Inga underarter finns listade i Catalogue of Life.